# Ur-Nammu

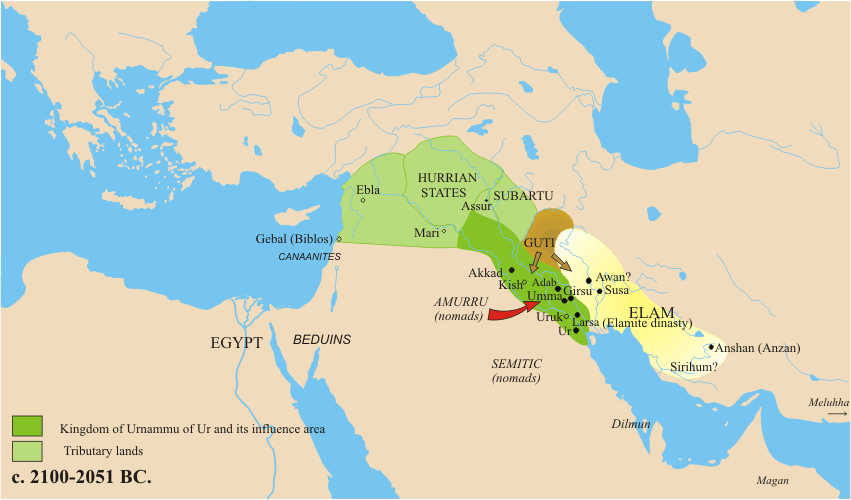
Ur

Ur-Nammu va ser el fundador de la tercera dinastia d'Ur segons diu la llista de reis sumeris. Va ser governador Ur del 2111 aC al 2110 aC i amb el títol de rei del 2110 aC al 2094 aC. El general Ur-Nammu va ser nomenat xaguin (governador militar o virrei) d'Ur per Utukhengal d'Uruk, i no va trigar a declarar-se independent.
Ur-Nammu es qualifica de fill de Ninsun (la mare del llegendari Guilgameix) i germà de Guilgameix, antics reis hegemònics d'Uruk, per tal de posar fora de dubte la seva legitimitat al tron. Lugalbanda, pare de Guilgameix i espòs de la deessa Ninsun, també és considerat avantpassat d'Ur-Nammu. Després de conquerir Uruk va convertir aquesta ciutat en residència de la reina d'Ur (més tard va ser nomenat el príncep Xu-Sin governador militar de la ciutat, i un fill hi va ser nomenat "En" de la deessa Inanna). Es va restablir, sota advocació del déu Nanna, el comerç amb Magan i Melukhkha que havia estat interromput darrerament o almenys monopolitzat per Lagaix.
Ur-Nammu va adoptar el títol de rei de Sumer i Accàdia. Va promulgar un codi de lleis que sembla que va servir de base a altres codis posteriors. S'ha trobat un text cadastral que fixa detalladament els límits de Nippur, Apiak, Marad i Akshak, principalment basat en accidents naturals: rius, canals o línies imaginàries entre punts destacats. Va restaurar el sistema de canals i va reconstruir molts temples, com el temple de Nanna a Ur. El poder del rei era absolut i els ensi locals era petits funcionaris amb molt poques atribucions, totes elles limitades a la seva localitat.
En el seu regnat s'esmenta per primer cop un gran visir (sukkalmakh) anomenat Urabba, que potser abans havia tingut el mateix càrrec a Lagaix. Les atribucions d'aquest càrrec no són ben conegudes encara que tenia més poder que un ensi.
El va succeir el seu fill Xulgi.